# Брет Лънгър
Брет Лънгър (на английски: Brett Lunger) е американски пилот от Формула 1. Роден е на 14 ноември 1945 година в Уилмингтън, Делауеър, САЩ.

## Формула 1
Брет Лънгър прави своя дебют във Формула 1 в Голямата награда на Австрия през 1975 година. В световния шампионат записва 43 състезания, като не успява да запише точки.